# Bredwardine
Bredwardine – wieś w Anglii, w hrabstwie Herefordshire. Leży 19 km na zachód od miasta Hereford i 207 km na zachód od Londynu.